# Libro di Syntipas
Il Libro di Syntipas, o di Sindbad, è una raccolta di novelle, in lingua greca bizantina, composte tra l'XI e il XII secolo da Michele Andreopulo.
Si tratta della traduzione di una raccolta di novelle originariamente redatte in area orientale (probabilmente siriaca), nota in Occidente come Libro de' sette savi.

## Contenuti
Nella versione bizantina, la raccolta è inserita in una cornice narrativa.
Un re persiano, di nome Ciro, dopo innumerevoli tentativi andati a vuoto, riuscì ad avere un figlio; l'educazione del pargolo venne affidata a Syntipas, un eminente filosofo, che lo portò con sé in un viaggio di sei mesi, durante il quale gli impose i propri insegnamenti. Ma proprio la notte precedente al rientro a corte, Syntipas lesse negli astri una sinistra profezia circa il destino del giovane, motivo per il quale gli impose un silenzio di sette giorni. Tornati al palazzo del re, il principe non rispose ad alcuna delle domande poste dal padre, e si chiuse nel mutismo più assoluto.
Una delle giovani mogli del re avanzò allora al principe una proposta oscena: di renderla sua concubina, uccidere il re e prendere possesso del trono. Il principe rifiutò, e la donna, stracciatesi le vesti, lo accusò di aver tentato di usarle violenza e di cospirare contro il sovrano. Questi condannò a morte il principe, ma i sette saggi consiglieri di corte riuscirono a convincere il re ad ascoltare, ogni sera, due racconti, narrati a turno da uno dei consiglieri, aventi come tema l'inaffidabilità e la malignità delle donne; la giovane moglie, da parte sua, rispose ogni sera con una novella sull'ignobiltà dei visir.
Giunto il settimo giorno, il principe poté rompere il silenzio e difendersi da sé, intercedendo poi col padre perché alla donna venisse inflitta una pena ridotta.

## Caratteristiche
La traduzione di Michele Andreopulo è preceduta da un prologo in dodecasillabi, nel quale egli presenta la propria fatica:
μᾶλλον δὲ Περσῶν τοὺς σοφοὺς λογογράφους,

αὕτη πέφυκεν ἣν βλέπεις δέλτος, φίλε.

ἣν καὶ συρικοῖς τοῖς λόγοις γεγραμμένην

εἰς τὴν παροῦσαν αὐτὸς ἑλλάδα φράσιν

μετήγαγόν τε καὶ γέγραφα τὴν βίβλον,

τῶν γραμματικῶν ἔσχατός γε τύγχανων,

Ἀνδρεόπωλος Μιχαὴλ, Χριστοῦ λάτρις,

ἔργον τεθεικὼς προστεταγμένον τόδε

παρὰ Γαβριὴλ τοῦ μεγιστάνων κλέους,

δουκὸς σεβαστοῦ πόλεως μελωνύμου,

ὅς ἐστι Χριστοῦ θερμὸς ὅντως ἱκέτης.

ὅς καὶ διωρίσατο γραφῆναι τάδε,

ὅτι γε μὴ πρόσεστι Ῥωμαίων βίβλοις.

ἡ συγγραφὴ γὰρ ἥδε τοὺς κακεργάτας

διασύρει μάλιστα καὶ πρὸς τῷ τέλει

πράξεις ἐπαινεῖ τὰς καλῶς εἰργασμένας.»
anzi, secondo i saggi scrittori persiani,

è questo che tu vedi, amico;

scritto in siriaco,

[sono stato io a curare la presente traduzione greca]:

a comporre l'opera sono stato io,

Michele Andreopulo, servo di Cristo,

l'ultimo dei grammatici.

Ho lavorato per ordine di Gabriele,

la gloria dei funzionari, duca venerando della città che prende il nome dal miele:

è supplice, veramente fervido di Cristo.

Ha ordinato di scriverlo

perché non esiste tra i libri dei Romei.

Quest'opera infatti scredita assai i malfattori

e alla fine esalta le azioni ben fatte.»
(Michele Andreopulo, Libro di Syntipas, prologo [Jernstedt 1912, p. 2; trad. Conca 2004, pp. 5 e 37])
Domenico Comparetti identificò la «città che prende il nome dal miele» con Melitene e il citato «Gabriele» con Gabriele Horil, che di quella città fu δούκας (dukas, nel senso di «governatore») alla fine del secolo XI.
Circa un secolo dopo la traduzione di Andreopulo, cominciò a circolarne una riduzione, in lingua greca più vicina alla lingua demotica, e contenente inserti moraleggianti.

## Trasmissione del testo
L'edizione critica più moderna, curata dal bizantinista russo Victor Jernstedt, si basa sui seguenti manoscritti:
- Mosca, Biblioteca del Patriarcato, ms. 298, XIV-XV secolo, ff. 251-302[5] (A).
- Città del Vaticano, Biblioteca Apostolica Vaticana, gr. 335, XIV-XV secolo, ff. 58-116 (B).
- Monaco di Baviera, Bayerische Staatsbibliothek, ms. 525, XIV secolo, ff. 51-66[6] (C).

Il testo della versione demotizzante (definita da Jernstedt retractatio), invece, è basato sui tre seguenti codici:
- Parigi, Bibliothéque nationale, suppl. gr. 105, XV secolo (D).
- Parigi, Bibliothéque nationale, gr. 2912, XV secolo (E).
- Vienna, Österreichische Nationalbibliothek, hist. Gr. 120, XV secolo (F).

Un quattro manoscritto della retractatio è stato segnalato nel 1927:
- Urbana, University of Illinois Library, PRE-1650 MS 0003 olim X. 398.2-Si. 6. GR olim 181.5 Sy 7c, XV-XVI secolo (U).

Secondo gli studiosi che hanno reso noto il manoscritto americano, i quattro manoscritti si dividono in due gruppi: da un lato D, dall'altro EFU; all'interno di quest'ultimo sottogruppo, è possibile identificarne un altro, e cioè E da un lato e FU dall'altro.

### Edizioni
- Mich. Andreopuli Liber Syntipae, edidit Victor Jernstedt, St. Pétersbourg, Académie Impériale des Sciences, 1912.
- Enrico V. Maltese (a cura di), Il Libro di Sindbad. Novelle persiane medievali nella versione bizantina di Michele Andreopoulos, Torino, UTET, 1993.
- Fabrizio Conca (a cura di), Novelle bizantine, Milano, Rizzoli, 2004, ISBN 9788817002646.

### Studi
- Domenico Comparetti, Ricerche attorno al libro di Sindibâd, in Memorie del Regio Istituto Lombardo di Scienze e Lettere. Serie II, vol. 11, n. 1, 1869,  pp. 29-54.
  - Ed. inglese aggiornata:  Domenico Comparetti, Researches respecting the Book of Sindibâd, London, Elliot Stock for the Folk-Lore Society, 1882.
- W. A. Oldfather e M. Madden, The Urbana Manuscript of Syntipas, in Speculum, vol. 2, n. 4, October 1927,  pp. 473-5, JSTOR 2847526.
- Ben E. Perry, The Origin of the Book of Sindbad, in Fabula, vol. 3, n. 1, 1960,  pp. 1-94.
- Hans Georg Beck, Geschichte der byzantinischen Volksliteratur, München, C. H. Beck, 1971,  pp. 45-8, ISBN 9783406014208.
- Enrico V. Maltese, Michele Andreopulos, Liber Syntipae, prol. 5-6 Jernstedt-Nikitin, in Medioevo Greco, vol. 6, 2006,  pp. 159-61.
- Ida Toth, Authorship and Authority in the Book of the Philosopher Syntipas, in The Author in the Middle Byzantine Literature, edited by Aglae Pizzone, Berlin - Boston, Walter De Gruyter GmbH, 2014,  pp. 87-102, ISBN 9781614517115.